# Tanja Nijmeijer
Tanja Nijmeijer (Denekamp, 13 de fevereiro de 1978) é uma guerrilheira e cidadã holandesa, membro das Forças Armadas Revolucionárias da Colômbia (FARC). É a única europeia alistada na guerrilha desde sua fundação, em 1964.
Formada em Línguas pela Universidade de Groningen, foi à Colômbia pela primeira vez em 2000 para ensinar inglês, como requisito para graduação. Por meio de um amigo, que também era professor com ela em uma pequena escola em Pereira, Tanja ouviu sobre a guerra civil e as desigualdades sociais enfrentadas no país. De volta à Holanda, tornou-se ativista política. Desiludida, retornou à Colômbia, uma vez que, segunda ela, "a revolução  não estava acontecendo na Holanda, mas na Colômbia". Contatou seu amigo novamente e em 2002 alistou-se nas FARC.
Tanja Ficou conhecida após a publicação, em 2007, de trechos de seu diário como guerrilheira, encontrado em um acampamento invadido pelo exército colombiano. No diário, expõe sua decepção com o tratamento desigual entre os próprios guerrilheiros e a corrupção interna das FARC.
Em vídeo gravado em agosto de 2010, Tanja fez a seguinte declaração:
Tanja era assistente pessoal de Mono Jojoy, um importante comandante das FARC, morto em 22 de setembro de 2010, em operação do exército colombiano.
Sua irmã, Marloes Nijmeijer, foi até a Colômbia para procurá-la e tentar convencê-la a desertar das FARC.
Em dezembro de 2010, Tanja e outros dezessete guerrilheiros foram acusados de sequestro pela justiça americana.